# Giacun Caduff
Giacun Caduff é um produtor cinematográfico e cineasta suíço. Como reconhecimento, foi nomeado ao Oscar 2017 na categoria de Melhor Curta-metragem por La femme et le TGV.